# Distichodontidae
Distichodontidae – rodzina słodkowodnych ryb promieniopłetwych z rzędu kąsaczokształtnych (Characiformes).

## Zasięg występowania
Rodzina obejmuje gatunki występujące w słodkich wodach Afryki.

## Podział systematyczny
Rodzaje zaliczane do tej rodziny:
- Belonophago Giltay, 1929
- Congocharax Matthes, 1964 – jedynym przedstawicielem jest Congocharax olbrechtsi (Poll, 1954)
- Distichodus Müller & Troschel, 1844
- Dundocharax Poll, 1967 – jedynym przedstawicielem jest Dundocharax bidentatus Poll, 1967
- Eugnathichthys Boulenger, 1898
- Ichthyborus Günther, 1864
- Mesoborus Pellegrin, 1900 – jedynym przedstawicielem jest Mesoborus crocodilus Pellegrin, 1900
- Microstomatichthyoborus Nichols & Griscom, 1917
- Monostichodus Vaillant, 1886
- Nannaethiops Günther, 1872
- Nannocharax Günther, 1867
- Neolebias Steindachner, 1894
- Paradistichodus Pellegrin, 1922 – jedynym przedstawicielem jest Paradistichodus dimidiatus (Pellegrin, 1904)
- Paraphago Boulenger, 1899 – jedynym przedstawicielem jest Paraphago rostratus Boulenger, 1899
- Phago Günther, 1865
- Xenocharax Günther, 1867